# Jaciment petrolífer

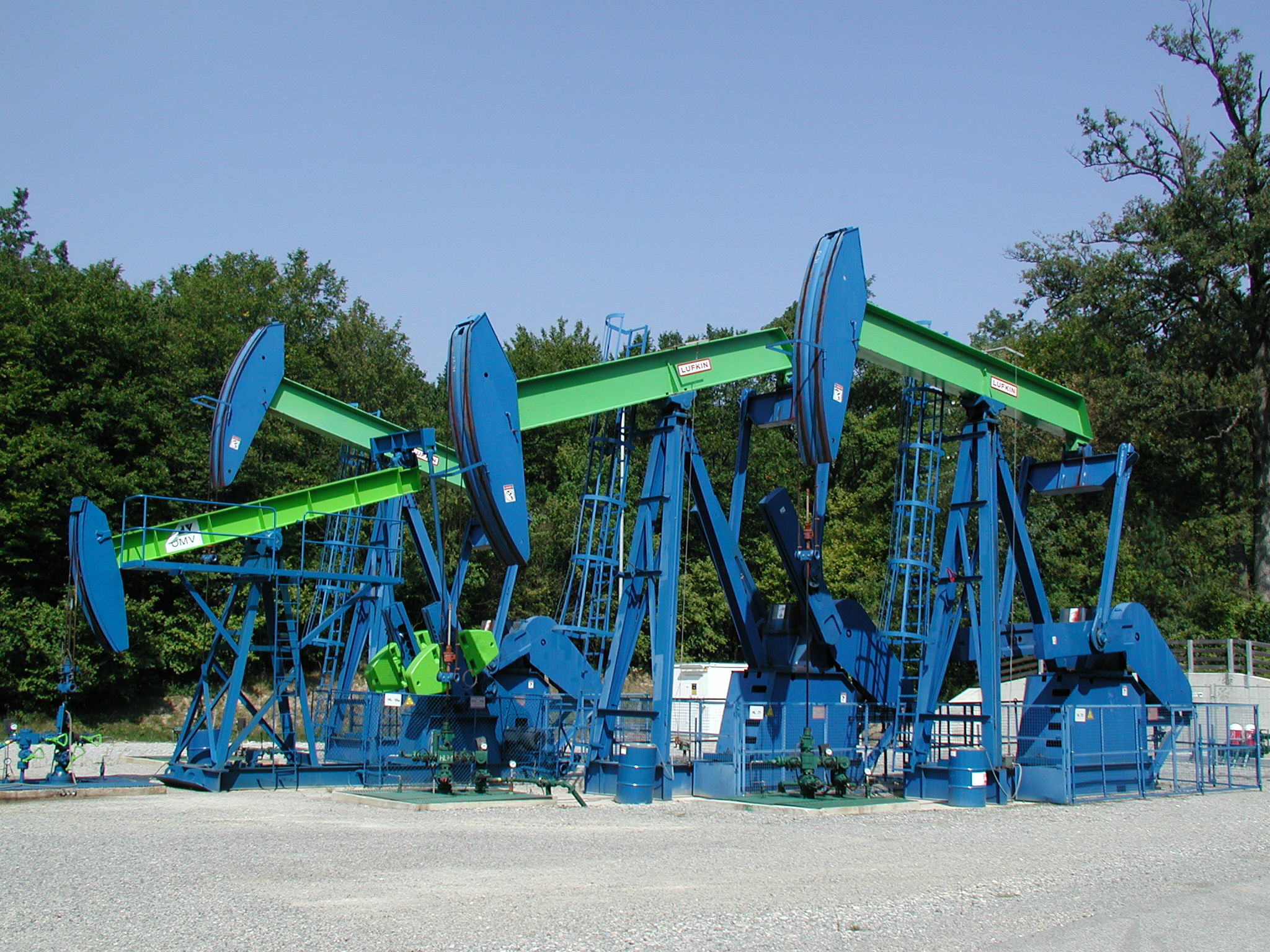
Bombes d'extracció de petroli a Àustria

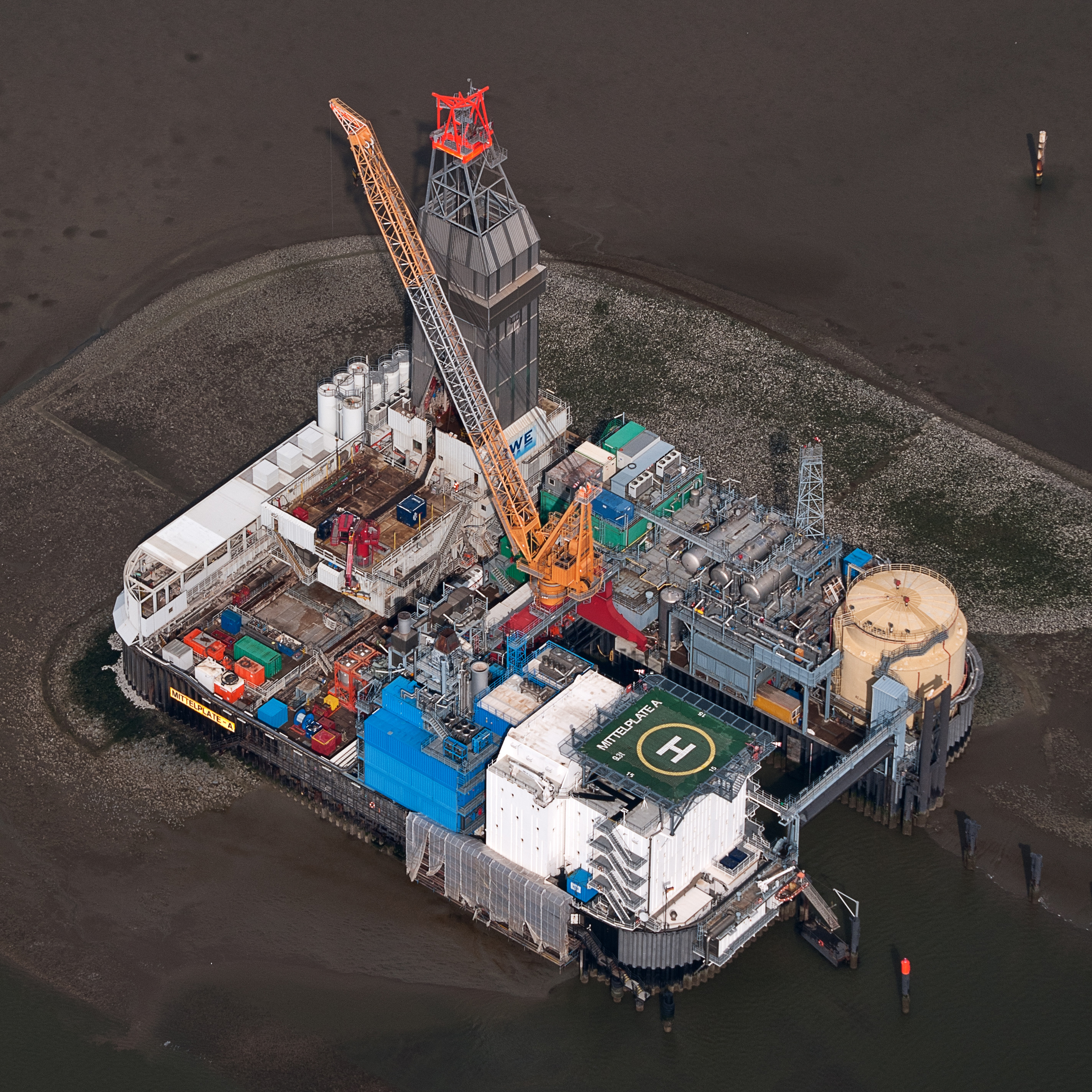

Un  jaciment petrolífer  o  camp petrolífer  és una zona amb abundància de pous dels que s'extrau petroli del subsol. Com que les formacions subterrànies que contenen petroli s'estenen sobre grans zones, possiblement al llarg de centenars de quilòmetres, una explotació completa comporta diversos pous escampats al llarg d'una àrea. A més, hi pot haver pous exploratoris que investiguen els límits, canonades per transportar el petroli a qualsevol lloc i locals de suport.
Ja que un camp petrolífer pot estar força allunyat de la civilització, establir-ne pot ser un exercici la majoria de les vegades extremadament complicat, pel que fa a la seva logística. Per exemple, els treballadors han de realitzar la seva tasca allà durant mesos o anys, i requereixen allotjament. Així mateix, l'allotjament i l'equipament requereix electricitat i aigua. Les canonades a les zones fredes poden necessitar ser escalfades. Un excés de gas natural fa necessari que se'l cremi si no hi ha altra forma de fer-ne ús, el que requereix un forn, magatzems i canonades per transportar-lo del pou al forn. Així, el típic camp petrolífer sembla una petita ciutat autosuficient enmig d'un paisatge puntejat amb torres de perforació (derricks) i bombes d'extracció.
Hi ha més de 40.000 camps petrolífers, tant a terra com mar endins. Els més importants són el camp Ghawar de l'Aràbia Saudita i el de Burgan a Kuwait, que produeixen més de 60 mil milions de barrils cadascun, mentre que la resta de jaciments petrolífers solen ser molt menors.
La localització i les reserves conegudes de camps de petroli són un factor clau en molts conflictes geopolítics.